# Шикторов Іван Сергійович
Іван Сергійович Шикторов (19 травня 1908, село Горни Бежецького повіту Тверської губернії, тепер Тверської області, Російська Федерація — 1 грудня 1978, Москва, тепер Російська Федерація) — радянський діяч органів державної безпеки, начальник Управління НКВС по Ленінградській області, генерал-лейтенант. Депутат Верховної Ради РРФСР 2-го скликання.

## Біографія
Народився в селянській родині. З квітня 1924 до серпня 1925 року — чорнороб станції Бежецьк Північно-Західної залізниці. У серпні 1925 — березні 1929 року — пожежний управління пожежної охорони міста Ленінграда.
Член ВКП(б) з липня 1928 року.
У березні 1929 — березні 1930 року — заступний начальника пожежної охорони Ленінградського торгового порту.
У березні 1930 — вересні 1934 року — студент електромеханічного факультету Ленінградського індустріального (політехнічного) інституту.
У вересні 1934 — січні 1937 року — інженер-конструктор електромеханічного заводу «Електрик» міста Ленінграда. З січня до червня 1937 року — начальник конструкторського бюро електротехмашин, червня до вересня 1937 року — начальник відділу електромеханічного заводу «Електрик» міста Ленінграда.
У вересні 1937 — березні 1939 року — директор електромеханічного заводу «Електрик» міста Ленінграда.
У березні 1939 року був висунений на роботу в органи НКВС. 10 березня 1939 — 7 травня 1943 року — заступник начальника Управління НКВС по Ленінградській області. Одночасно з 22 серпня 1941 року — начальник Північно-Західного управління будівництва оборонних споруд НКВС СРСР.
7 травня 1943 — 26 лютого 1948 року — начальник Управління НКВС (МВС) по Ленінградській області.
26 лютого 1948 — 25 лютого 1949 року — начальник Управління МВС по Свердловській області.
25 лютого — 29 жовтня 1949 року — начальник Управління МВС по Ленінградській області.
Наприкінці 1940-х років Сталін доручив йому очолити комісію з розслідування діяльності А. П. Завенягіна в Норильську (малася на увазі шкідницька діяльність). Провівши в Норильську розслідування, спростував усі доноси та домисли, і відповідну доповідь представив Сталіну, чим викликав його невдоволення. Наслідком цього стало зняття його з посади начальника Ленінградського управління НКВД і переведення в ГУЛАГ на будівництво Волго-Донського каналу.
31 січня 1950 — 26 грудня 1952 року — начальник Управління виправно-трудових таборів і будівництва Волго-Донського з'єднувального каналу Головгідроволгобуду МВС СРСР у місті Калач-на-Дону.
26 грудня 1952 — червень 1954 року — 1-й заступник начальника Управління будівництва Куйбишевгідробуду МВС СРСР у місті Ставрополі.
У червні — листопаді 1954 року — начальник Управління із будівництва Волзької гідростанції в Москві.
У листопаді 1954 — червні 1957 року — начальник Головенергопрому Міністерства електротехнічної промисловості СРСР. У червні 1956 року звільнений із органів МВС СРСР.
У червні — грудні 1957 року — начальник відділу електропромисловості та член планової комісії Держплану Української РСР.
У лютому 1958 — серпні 1959 року — заступник начальника відділу електропромисловості Держплану Російської РФСР.
У серпні 1959 — травні 1963 року — начальник Головгідроенергобуду Міністерства будівництва електростанцій СРСР.
У травні 1963 — червні 1964 року — начальник управління «Асуанспецбуд» (Об'єднана Арабська Республіка/Єгипет) Державного виробничого комітету із енергетики і електрифікації СРСР.
У червні 1964 — грудні 1965 року — начальник Головзакордоненерго і член колегії Міністерства енергетики і електрифікації СРСР.
З грудня 1965 року — персональний пенсіонер у Москві.
Помер 1 грудня 1978 року в Москві.

## Звання
- капітан державної безпеки (21.04.1939)
- майор державної безпеки (7.04.1940)
- комісар державної безпеки (14.02.1943)
- комісар державної безпеки ІІІ-го рангу (2.07.1945)
- генерал-лейтенант (9.07.1945)

## Нагороди
- три ордени Леніна (5.08.1944, 19.09.1952)
- орден Червоного Прапора (20.09.1943)
- орден Трудового Червоного Прапора (2.04.1939)
- орден Червоної Зірки (28.11.1941)
- орден Арабської Республіки Єгипет І-го ст.
- медаль «За відвагу» (21.02.1942)
- 10 медалей